# Kurahove
Kurahove (în ucraineană Курахове) este un oraș din Ucraina.